# Bezeichnungsschemata in Brasilien
In Brasilien führte bis 1980 jede Eisenbahngesellschaft ihr eigenes Bezeichnungssystem.
Mit der immer größer werdenden Anzahl von Lokomotiven wurden, ohne dass man sich formal darauf geeinigt hätte, nach dem Ersten Weltkrieg allgemein durchlaufende dreistellige Betriebsnummern eingeführt, wobei die erste Ziffer die Reihennummer des jeweiligen Eisenbahnunternehmens darstellte.

## RFFSA
Als 1957 die brasilianische Bundesbahn RFFSA (Rede Ferroviária Federal S/A.) gegründet wurde, wurde allen in der RFFSA zusammengefassten Eisenbahngesellschaften ein gemeinsames vierstelliges Nummernsystem auferlegt, in dem die erste Stelle Gattung, Bauart und Spurweite und die zweite Stelle bauartbedingte Besonderheiten angaben. Dampflokomotiven wurden von der RFFSA-Nummerierung ausgenommen, da der Dampfbetrieb in Brasilien bis dahin derart spärlich geworden war, dass es noch bei der DTC (Estrada de Ferro Dona Teresa Cristina) im Bundesstaat Santa Catarina (dies dank den dortigen Kohlenbergwerken denen dieses Bahnunternehmen diente), der EFB (Estrada de Ferro Bragança) im Bundesstaat Pará und bei der legendären EFMM (Estrada de Ferro Madeira-Mamoré) im Bundesstaat Rondônia sowie auf den alten OM (Estrada de Ferro Oeste de Minas)-Strecken mit 2-1/2' (0,762 m) Spurweite der RMV (Rede Mineira de Viação) im Bundesstaat Minas Gerais noch planmäßigen Dampfbetrieb gab.

## FEPASA
1969 fasste der Bundesstaat São Paulo seine noch bestehenden privaten Eisenbahngesellschaften in der FEPASA (Ferrovia Paulista S/A.) zusammen. Die FEPASA übernahm das RFFSA-Nummerierungssystem, auch unter Ausschluss der Dampflokomotiven, die bereits abgestellt waren und wie fast überall, wo noch vorhanden, nur noch für äußerste Notfälle bereitgehalten wurden.
Für Lokomotiven mit Verbrennungsmotor und für elektrische Lokomotiven bedeutete die erste Ziffer:
2: Meterspur-Elektrolokomotive (Spurweite: 1000 mm)

3: dieselelektrische Meterspurlokomotive (Spurweite: 1000 mm)

6: Normalspur-Elektrolokomotive (Spurweite: 1600 mm)

7: dieselelektrische Normalspurlokomotive (Spurweite: 1600 mm)

## Schema ab 1980
1980 änderte das Überwachungsorgan für technische Standards ABNT (Associação Brasileira de Normas Técnicas) das RFFSA-Nummerierungssystem auf ein sechsstelliges und für sämtliche Arten von Eisenbahnfahrzeugen in landesweitem Gebrauch eingerichtetes sechsstelliges Computernummernsystem ab. Im Falle von Lokomotiven blieben die ersten zwei Stellen im Computer, lediglich die übrigen vier mussten auf die Lokomotiven zur Bezeichnung gemalt werden. Die Anbringung der Computernummer war freiwillig, und lediglich die RFFSA brachte sie an, allerdings auch auf einigen ihrer ex-DTC-Dampfloks.

## Sprachgebrauch
Im normalen Sprachgebrauch bezeichnet man Dampflokomotiven nach ihrem Hersteller und ihrer Achsfolge in Whyte-Notierung und fügt dann die Reihennummer sowie die Bahngesellschaft hinzu. So ist zum Beispiel die bei der früheren VFRGS (Viação Férrea do Rio Grande do Sul) als 602 geführte Lokomotive eine „Baldwin 2-6-6-2 Mallet Reihe 600 der VFRGS“. Hätte die VFRGS keine weiteren Mallet-Bauweisen gehabt würde man lediglich von den Mallets der VFRGS sprechen.
Bei Elektrolokomotiven bezieht man sich mangels brauchbarer offizieller Bezeichnungen auf den Nennnamen, den die Eisenbahner ihnen gegeben haben, soweit vorhanden. Hier sind auch verschiedene Bezeichnungen gleichzeitig möglich.
Beispiel: Die Reihe 9080 der früheren RFFSA, vorher Reihe 2050 der Vorgängerbahngesellschaft CB (Estrada de Ferro Central do Brasil), bezeichnet man als Carioquinha-Klasse, seltener auch als Charutão-Klasse. („Carioquinha“ = „kleines Fräulein aus Rio de Janeiro“; „Charutão“ = „lange dicke Zigarr“e)
Gilt ein Nennname für mehrere Bauweisen, so setzt man dem Nennnamen den Hersteller und die Achsfolge davor. Beispiele: Die Reihe ab 210 der früheren CP bezeichnet man als „Metropolitan-Vickers 1-C+C-1 Box“, die Reihe ab 310 als „Baldwin-Westinghouse 1-B+B-1 Box“, und die Reihe ab 420 als „ALCO-G.E. 1-C+C-1 Box“.
Wo kein Nennname vorhanden ist, bezeichnet man die Lokomotive lediglich nach Hersteller und Achsfolge.
Beispiele: Die Reihe ab 320 der früheren CP bezeichnet man als „Brown-Boveri 1Do1“, die Reihe 2000 der früheren CB als „Prado Uchoa B-B.“
Für Diesellokomotiven gilt dasselbe wie in Nordamerika: Man benutzt die Modellbezeichnung des Herstellers. So ist zum Beispiel eine G16 überall eine 616 und eine 9-40CW überall eine 9-40CW.

## Fußnote
1. 1 2  Das 1947 veröffentlichte brasilianische Eisenbahngesetz bezeichnet die Spurweite von 5'3" oder 1,600 m als Bitola Padrão (= Normalspur) für Brasilien und legt verbindlich fest, dass ab seiner Veröffentlichung alle neuen Eisenbahnstrecken, Sonderbewilligungen vorbehalten, in dieser Spurweite gebaut werden müssen. Die ebenfalls vorgesehene Umspurung von Meter- auf Normalspur des bestehenden Netzes in anderen Spurweiten ist bis heute, 61 Jahre später, noch nicht begonnen worden.